# Vlădești (okręg Ardżesz)
Vlădești – wieś w Rumunii, w okręgu Ardżesz, w gminie Vlădești. W 2011 roku liczyła 2663 mieszkańców.